# Агогика
Израз агогика (fr. agogique) потиче из грчког језика и значи водити.
To су незнатне промене, тј. одступања од датог темпа које настају за време извођења музичког дела (композиције), у циљу што изражајнијег и живописнијег излагања музичког садржаја. Другим речима, врши се убрзање или успорење, тј. скраћење или продужење неких нота или тактова, да би потом уследио принцип надокнаде или поравнања-равнотеже музичког садржаја. 
Значи, онолико колико је неком делу нотног текста одузето од датог темпа (убрзано или задржано), толико треба у наредном делу да се врати-надокнади ради успостављања равнотеже унутар комада. 
Агогичке промене су обично усаглашене са динамичким променама или их прате. 
Агогику примењују интерпретатори (извођачи: вокални и инструментални солисти и диригенти) у својим интерпретацијама музичких дела.
Агогика музичком делу удахњује живот. Музичко извођаштво без ње звучало би монотоно и машински, личило би на музику робота или рачунара. 

## Најчешће агогичке ознаке
За постепено убрзавање:
- - убрзавајући
- - ужурбано, убрзано
- - окретније, живље
- - окретније, живље

За постепено успоравање:
- - затежући, каснећи
- - задржавајући
- - успоравајући
- - постепено све шире
- - мање окретно

Горњим ознакама често се додају ближе одредница:
- - више
- - мање
- - мало-помало
- - не превише
- - нагло, врло